# バリヨカ・ドット・コム
バリヨカ・ドット・コム（bariyoka.com）は、九州限定発売のインディーズレーベル。「バリヨカ」とは、「とても良い」という意味の福岡弁に由来する。CHARCOAL FILTERのライヴ終了後に、一人の少女が「バリ良かった！」と感想を述べたことから名付けられた。

## 概略
福岡県は松田聖子、CHAGE and ASKA、チェッカーズ、浜崎あゆみ、175Rなど、数々の大物ミュージシャンを輩出した土地であるが、それと同時に他県出身のミュージシャンも、福岡から人気に火が付き全国区になったケースが多々あるというほど、感性豊かな県民性の土地である。そこで「福岡から新しい音楽を発信したい」という思いから、九州最大のイベンターであるキョードー西日本の一社員の手により2001年に設立された。
レーベル第一弾は、CHARCOAL FILTERのシングル『絆』であるが、彼らも東京出身でありながら、ライヴの動員数や熱気など、他県に先駆けて福岡で盛り上がりを見せた。その福岡のファンへのアンサーソングとして誕生した曲が『絆』であり、この曲は今でも福岡のライヴ以外で歌われることはない。
以降、hi＊limits（現在活動休止中）が『裸足のシンドバッド』をリリースするなど、数枚のCDが同レーベルから発売されたが、現在は表立ったリリースはない。